# Diana Orving

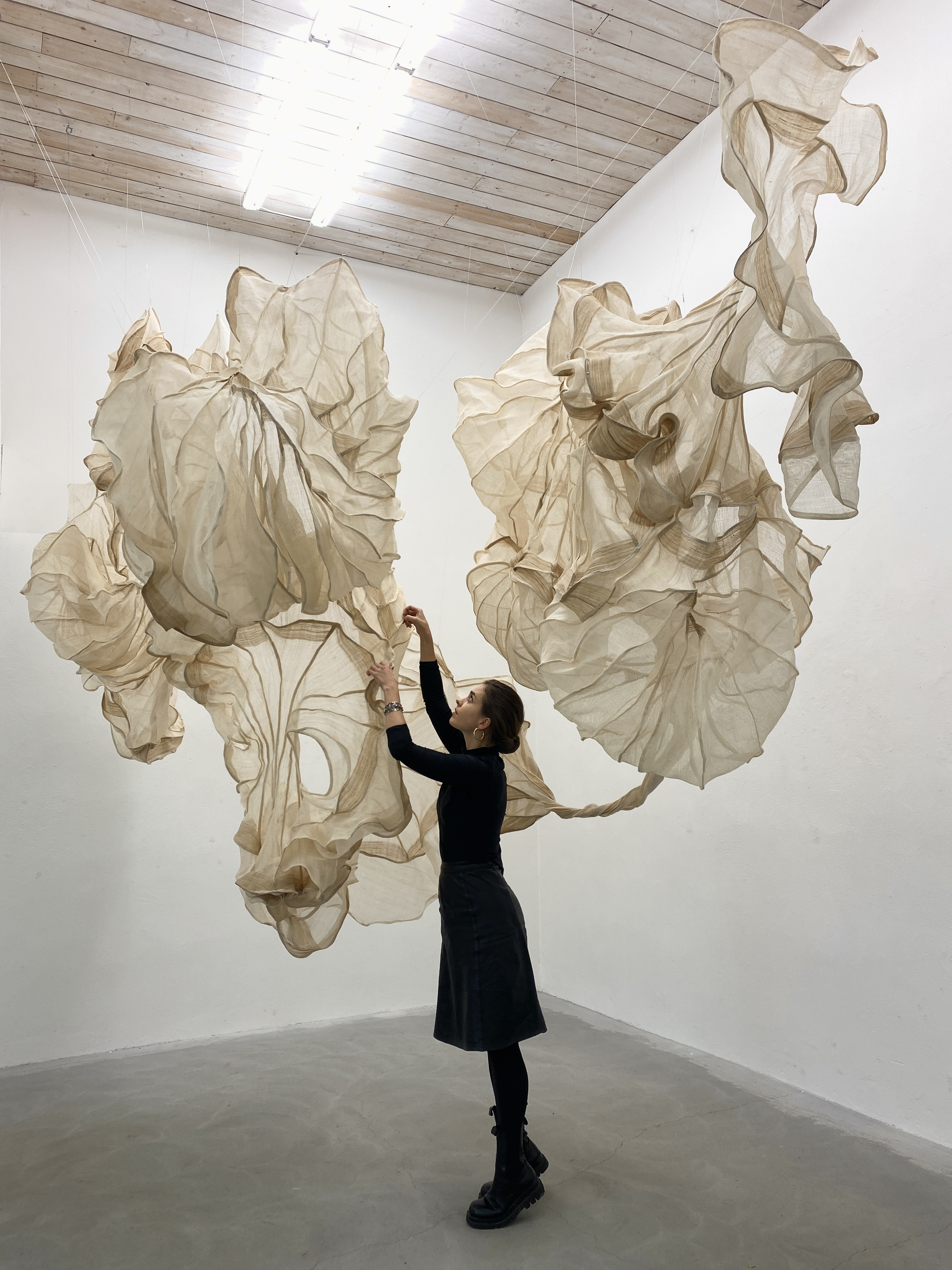
Diana Orving med verk under utställning på Galleri Arnstedt.

Diana Beatrice Orving, född 10 januari 1985 i Stockholm, är en svensk konstnär. 
Orving har tidigare verkat som modeskapare och drivit klädmärke under eget namn och 2017 erhöll hon utmärkelsen Årets designer av tidningen Elle. Hon har gjort kostym till föreställningen Kom ni döttrar på Kungliga Operan i Stockholm samt samarbetat med koreografen Alexander Ekman på Moderna Museet i Stockholm. 
Orving arbetar i sitt konstnärskap främst med textila skulpturer där hon utforskar teman som moderskap, ursprung, det kollektiva och jaget. Hon arbetar mestadels abstrakt men även figurativt, exempelvis verket ”Women and Children (Kvinnor och barn)” som visades på utställningen Dialogues på Göteborgs Konstmuseum under våren 2023.